# Filiberto Azcuy Aguilera
Filiberto Azcuy Aguilera (Camagüey, Cuba, 13 de octubre de 1972) es un deportista cubano retirado especialista en lucha grecorromana donde llegó a ser bicampeón olímpico en Atlanta 1996 y Sídney 2000.

## Carrera deportiva
En los Juegos Olímpicos de 1996 celebrados en Atlanta ganó la medalla de oro en lucha grecorromana de pesos de hasta 74 kg, por delante del luchador finlandés Marko Asell (plata) y del polaco Józef Tracz (bronce). Ganó medalla de oro en los juegos olímpicos de Sídney 2000.